# Assedio di Castel di Castro
L'assedio di Castel di Castro fu uno degli episodi della conquista aragonese della Sardegna.

## Svolgimento
Gherardo de Roccaberti e suo nipote Dalmazzo de Roccabertí, giunsero in Sardegna alla guida di un piccolo corpo di spedizione composto da 2000 fanti e 200 cavalieri nella primavera del 1323 in aiuto di Ugone II di Arborea, il quale aveva iniziato le ostilità contro i Pisani.
Il 13 giugno la flotta che trasportava l'infante Alfonso con la grande armata aragonese sbarcò nel Sulcis e si diresse verso Villa di Chiesa per assediarla. La ricca città mineraria, non ricevendo aiuti da Pisa, si arrese per fame dopo 7 mesi di resistenza nel febbraio del 1324. Gli Aragonesi proseguirono quindi la loro marcia verso la rocca pisana di Castel di Castro, ricongiungendosi con Gherardo e Dalmazzo e i loro uomini, affiancati da forze arborensi, che erano appostati presso Quartu.
Una flotta pisana partita da Porto Pisano e comandata da Manfredi della Gherardesca giunse in aiuto di Castel di Castro e, dopo aver ricevuto il via libera da parte degli Aragonesi, iniziò lo sbarco di uomini e cavalli nei pressi di Capoterra.
Il 29 febbraio Aragonesi e Pisani si scontrarono sia in una battaglia campale, nota come la battaglia di Lucocisterna (nei pressi di Elmas) sia in mare. Entrambi gli scontri furono vinti dagli iberici.
L'armata aragonese si attestò quindi nel colle a sud-est di Castello dove costruì una cittadella fortificata chiamata Bonaria (Buen Ayre in catalano). Piccoli scontri si verificarono in quei mesi tra Aragonesi e Pisani, provenienti dalle rocche di Bonaria e Castello, nei pressi dell'attuale via Sonnino. I Toscani si arresero nel giugno del 1324 perdendo tutti i possedimenti sardi (ad eccezione di Castel di Castro e delle sue appendici) che andarono a formare il primo nucleo territoriale del regno di Sardegna.
Questa situazione si protrasse per poco tempo perché i Toscani, alleati con i Genovesi, ripresero le armi contro gli aragonesi venendo nuovamente sconfitti nella battaglia navale del Golfo di Cagliari tra il 26 e il 29 dicembre del 1325 e nel gennaio del 1326 nella battaglia di Stampace. Pisa fu quindi costretta con una nuova resa a cedere Castel di Castro agli Aragonesi, che la elevarono a capitale del nuovo regno, e a lasciare per sempre la Sardegna.